# Podocarpus rumphii
Podocarpus rumphii — вид хвойних рослин родини подокарпових.

## Поширення, екологія
Країни поширення: Китай (Хайнань); Індонезія (Ява, Малі Зондські острови, Молуккські острови, Папуа, Сулавесі); Малайзія (півострів Малайзія, Сабах); Папуа Нова Гвінея (архіпелаг Бісмарка); Філіппіни. Вид є складовою частиною низовинних і низькогірських тропічних дощових лісів, де він може бути локально поширеним. Висота коливається від рівня моря до 1600 м, але в основному нижче 500 м над рівнем моря. На Яві знаходиться на вапняку, на інших островах також на ґрунтах, починаючи від глини до піску, отриманих з кислих типів порід. У високих лісах (40-50 м) може досягати пологу, успішно конкуруючи з покритонасінними. Великі листки саджанців можуть бути адаптацією до зростання в тіні, під іншими деревами; вони стають меншими, і більш шкірястими і жорсткими на відкритих сонцю кронах великих дерев.

## Використання
Є цінним для деревини деревом, де воно досягає великих розмірів з чітким, прямим стовбуром. Деревина використовується для щогл, лонжерон і полюсів, в житловому будівництві для балок, в будівництві для підлог, столярних та інших теслярських робіт, для меблів та столярних виробів, шпону, коробок, і сірників. Вид присутній в кількох тропічних ботанічних садах і дендраріях.

## Загрози та охорона
Експлуатація була великою і на Філіппінах це, як повідомляється, призвело до того, що це дерево виживає протягом більшої частини свого ареалу тільки в охоронних місцях.